# Đô la

Các quốc gia sử dụng đô la Mỹ
Các quốc gia sử dụng đơn vị tiền tệ không phải của Mỹ có tên là đô la
Các quốc gia trước đây sử dụng đơn vị tiền tệ là đô la

Đô la (bắt nguồn từ từ tiếng Pháp dollar /dɔlaʁ/), ký hiệu là $, là đơn vị tiền tệ chính thức ở một số quốc gia, khu vực và vùng phụ thuộc trên thế giới. Trong tiếng Việt, từ đô la nếu không có tên quốc gia hay khu vực đặt đằng sau thường được dùng để chỉ đô la Mỹ.

## Từ nguyên
Từ đô la trong tiếng Việt bắt nguồn từ từ tiếng Pháp dollar /dɔlaʁ/. Từ dollar trong tiếng Pháp thì bắt nguồn từ từ tiếng Anh dollar.
Tên gọi tiếng Anh dollar liên quan đến các đơn vị tiền trong quá khứ như Tolar ở Bohemia, Thaler hay Taler ở Đức, Daalder ở Hà Lan, và Daler ở Thụy Điển, Đan Mạch và Na Uy. Tên thaler (từ Thal, nay được viết là tal có nghĩa là "thung lũng") có nguồn gốc từ đồng Guildengroschen ("gulden vĩ đại", được đúc bằng bạc nhưng có giá trị bằng đồng guilden bằng vàng) được đúc từ bạc từ một mỏ ở Joachimsthal tại Bohemia (lúc đó một phần của Đế quốc Habsburg). Tên gọi "đô la Tây Ban Nha" (Spanish dollar) được sử dụng cho một đồng tiền bạc của Tây Ban Nha, tên thật là peso, có giá trị tám real, được thịnh hành trong thế kỷ 18 ở các thuộc địa của Tây Ban Nha tại Tân Thế giới. Việc sử dụng của đô la Tây Ban Nha và thaler Maria Theresa làm tiền tệ chính thức trong những năm đầu tiên của Hoa Kỳ là lý do đơn vị tiền tệ của nước này có tên đó. Từ "dollar" đã được sử dụng trong tiếng Anh để chỉ đồng thaler khoảng 200 năm trước Cách mạng Hoa Kỳ. Đồng đô la Tây Ban Nha, còn được gọi là "tám phần" (pieces of eight), được phổ biến ở 13 thuộc địa sau này trở thành Hoa Kỳ, và cũng là tiền tệ chính thức của Virginia.
Trong thế kỷ 17, đồng đô la cũng được sử dụng ở Scotland, và có người cho rằng nó được phát minh tại Đại học St. Andrews.

## Các đơn vị tiền tệ có tên là đô la
- Đô la Barbados
- Đô la Bahamas
- Đô la Belize
- Đô la Bermuda
- Đô la Brunei
- Đô la Canada
- Đô la Đài Loan mới
- Đô la Đông Caribbe
- Đô la Fiji
- Đô la Guyana
- Đô la Hồng Kông
- Đô la Jamaica
- Đô la Liberia
- Đô la Mỹ
- Đô la Namibia
- Đô la New Zealand
- Đô la Quần đảo Cayman
- Đô la Quần đảo Solomon
- Đô la Quốc tế
- Đô la Singapore
- Đô la Suriname
- Đô la Trinidad và Tobago
- Đô la Tuvalu
- Đô la Úc
- Đô la Zimbabwe

## Các đơn vị tiền tệ dùng ký hiệu đô la ($)
- escudo (Bồ Đào Nha)
- peso (Argentina, Boliva, Chile, Colombia, Cuba, Cộng hòa Dominican, México, Uruguay)
- real (Brasil)